# Mason Phelps
Mason Elliott Phelps (Chicago, Illinois, 7 de desembre de 1885 - Lake Forest, Illinois, 2 de setembre de 1945) va ser un golfista estatunidenc que va competir a primers del segle xx.
El 1904 va prendre part en els Jocs Olímpics de Saint Louis, on guanyà la medalla d'or en la prova per equips del programa de golf, com a membre de l'equip Western Golf Association. En la prova individual quedà eliminat en vuitens de final.
Fil d'una família rica estudià a Yale, on es graduà el 1906. El 1908 i 1910 guanyà el campionat Western Amateur de golf.